# C.O. Stillman
Die C.O. Stillman war ein Tanker der International Petroleum-Company Ltd, der 1928 in Betrieb genommen wurde. Das Schiff war von 1928 bis zum Untergang 1942 das größte Öltankschiff weltweit.

## Geschichte
Am 1. Februar 1928 lieferte die Werft Bremer Vulkan den am 29. November 1927 unter der Baunummer 646 vom Stapel gelaufenen Tanker C.O. Stillman an den Auftraggeber, die International Petroleum-Company Ltd. in Toronto, ab. Der 171 m lange Neubau galt seinerzeit als der größte Tanker der Welt und war der erste von Vulkan gebaute Motor-Tanker. Benannt war das zunächst unter britischer Flagge fahrende Schiff nach dem Finanzier und Präsident der National City Bank of New York, James Stillman (1850–1918).

## Ende
Am 6. Juni 1942 war die C.O. Stillman mit 47 Mann Besatzung, acht bewaffneten Wachen und drei Überarbeitern von anderen Tankern unter der Führung von Kapitän Daniel H. Larsen unterwegs mit einer Ladung von 125.812 Barrel Öl, sowie 39 Tonnen Stückgut von Aruba nach New York. Etwa 60 Seemeilen südwestlich von Puerto Rico wurde der uneskortierte Tanker um 03:07 Uhr an Steuerbord, achterlich seiner Mittschiffsaufbauten, von einem Torpedo des deutschen U-Boots U 68 unter dem Kommando von Karl-Friedrich Merten getroffen. Das Deckshaus begann an seiner Achterkante zu brennen, woraufhin die Maschine gestoppt und mit dem Verlassen des Schiffs mittels zweier Rettungsboote und vier Rettungsflößen begonnen wurde. Etwa 20 Minuten später wurde die C.O. Stillman an Steuerbord vor seinem Maschinenraum von einem zweiten Torpedo getroffen. Trümmerteile und Öl regneten an Deck und die restlichen verbliebenen Seeleute sprangen über Bord und schwammen zu den Rettungsflößen, während der Tanker innerhalb weniger Minuten sank, wobei drei Mann Besatzung starben.
Kurz vor Sonnenuntergang des 7. Juni wurden 22 Mann Besatzung und drei der bewaffneten Wachen auf den vier Rettungsflößen vom Boot 83310 der US-Küstenwache an Bord genommen, welches von einem Militärflugzeug informiert worden war. Am 8. Juni gingen die Überlebenden in Ponce (Puerto Rico) an Land und wurden mit dem amerikanischen Dampfer Seminole zurück in die Vereinigten Staaten gebracht. Die beiden Rettungsboote trieben noch bis zum Sonnenuntergang des 6. Juni und segelten dann in Richtung Dominikanische Republik. Das eine Boot landete mit 17 Überlebenden in der Yuma-Bucht und das andere mit 13 Überlebenden in La Romana.